# Ayten Amin
Ayten Amin, arab. آيتن أمين (ur. 1978 w Aleksandrii) – egipska reżyserka i scenarzystka filmowa.
Przełomem w jej karierze był pełnometrażowy dokument Tahrir 2011: Dobrzy, źli i politycy (2011), opowiadający o egipskiej rewolucji. Film miał swoją premierę w ramach pokazów pozakonkursowych na 68. MFF w Wenecji. Później Amin zrealizowała filmy fabularne Villa 69 (2013) i Souad (2021). Ten drugi obraz reprezentował kinematografię egipską w wyścigu o Oscara dla najlepszego filmu nieanglojęzycznego.
Amin zasiadała w jury oceniającym debiuty reżyserskie na 73. MFF w Berlinie (2023).